# Nižnespasskoe (Oblast' autonoma ebraica)
Nižnespasskoe (in lingua russa Нижнеспасское) è un centro abitato dell'Oblast' autonoma ebraica, situato nello Smidovičskij rajon.